# Cecidosidae
I Cecidosidi (Cecidosidae Brèthes, 1916) sono una piccola famiglia di lepidotteri, diffusa nell'emisfero australe con 15 specie.

## Etimologia
Il nome deriva dal fatto che le larve di queste specie inducono nelle piante ospiti la formazione di cecidi (altrimenti noti come "galle"), entro cui si sviluppano con maggiore protezione dai predatori.

## Descrizione

### Adulto
Si tratta di piccole falene, piuttosto primitive, con nervatura alare di tipo eteroneuro e apparato riproduttore femminile provvisto di un'unica apertura per l'accoppiamento e per l'ovodeposizione; per quest'ultima caratteristica anatomica, in passato venivano collocate all'interno della divisione Monotrysia, oggi considerata desueta in quanto polifiletica.
In questa famiglia manca il processo tergosternale sul primo segmento addominale, osservabile di regola negli Adeloidea; questo particolare viene considerato una riduzione evolutiva secondaria.
Le ali sono sublanceolate, spesso brunastre, talvolta traslucide. Si può osservare una riduzione del sistema legato al settore radiale (Rs) nell'ala posteriore, con anastomosi di Sc ed R dal quarto basale fino al termen, ed Rs non ramificata; sempre nell'ala posteriore, la venatura anale è singola e non ramificata. L'accoppiamento alare è di tipo frenato (assente nei maschi), mentre è presente l'apparato di connessione tra ala anteriore e metatorace; si può inoltre riscontrare un ponte precoxale.
Gli ocelli sono assenti, come pure i chaetosemata. I palpi mascellari sono rudimentali, così come quelli labiali; la spirotromba è assente. Manca pure la sutura epicraniale, caratteristica considerata tipica della famiglia.
Le antenne sono lunghe quanto il corpo, sottili e ciliate.

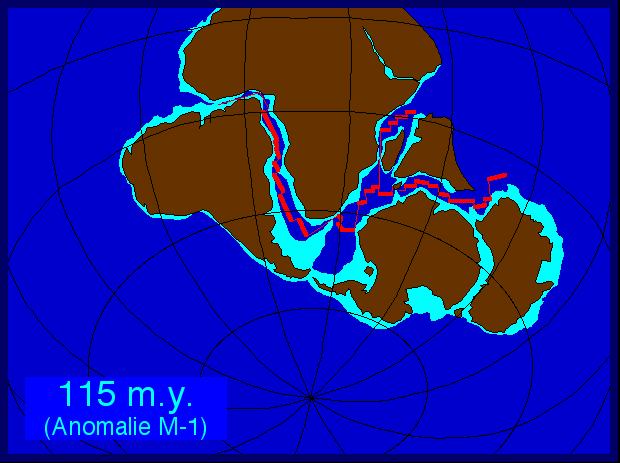
Ricostruzione del supercontinente Gondwana, circa 115 milioni di anni fa

Nelle zampe, gli speroni tibiali hanno formula 0-2-4.

L'apparato genitale maschile rivela, su ogni valva, una struttura a pettine detta pectinifer.
Nel genitale femminile, l'ovopositore è ben sviluppato e perforante, al fine di permettere l'inserimento delle uova all'interno dei tessuti fogliari della pianta ospite.

L'apertura alare può variare da 7 a 26 mm, a seconda della specie.

### Uovo
Le uova, inserite singolarmente nei tessuti della pianta ospite, assumono la forma della "tasca" che le ospita.

### Larva
Nel bruco, che di regola possiede un capo prognato, gli stemmata sono completamente assenti,  a differenza di quanto osservabile nella famiglia Adelidae. Si osservano, al contrario, diverse setole secondarie.

Le zampe toraciche, così come le pseudozampe, appaiono fortemente ridotte o completamente mancanti e sostituite da calli ambulacrali.

### Pupa
La pupa è subcilindrica, adectica, obtecta e incompleta, solitamente giallastra.

## Biologia
Le larve dei membri di questa famiglia sono responsabili della formazione di cecidi nei tessuti delle piante ospiti. Le galle provocate dalle specie sudamericane su piante di Rhus, tendono a cadere sul terreno, ove possono evidenziare piccoli movimenti ondulatori provocati dall'attività interna della larva.

### Alimentazione
Le specie di questa famiglia attaccano le seguenti piante ospiti:
- Myrsine salicina Heward ex Hook.f. (Myrsinaceae)
- Nothofagus fusca (Hook.f.) Oerst. (Nothofagaceae)
- Nothofagus menziesii (Hook.f.) Oerst. (Nothofagaceae)
- Putterlickia pyracantha (L.) Szyszyl. (Celastraceae)
- Quintinia serrata A. Cunn. (Paracryphiaceae)
- Rhus angustifolia L. (Anacardiaceae)
- Rhus crenata Thunb. (Anacardiaceae)
- Rhus dentata Thunb. (Anacardiaceae)
- Rhus glauca L. (Anacardiaceae)
- Schinus latifolius (Gillies ex Lindl.) Engl. (Anacardiaceae)
- Schinus polygama (Cav.) Cabrera (Anacardiaceae)
- Schinus terebinthifolia Raddi (Anacardiaceae)
- Weinmannia racemosa L.f. (Cunoniaceae)
- Weinmannia silvicola Sol. ex A.Cunn. (Cunoniaceae)

### Parassitoidismo
Le larve di questo taxon possono cadere vittima di parassitoidismo da parte degli imenotteri Brasema willei (Brèthes, 1927) (Eupelmidae) e Torymus cecidicolus (Brèthes, 1927) (Torymidae).

## Distribuzione e habitat
L'areale della famiglia (America Meridionale, Africa meridionale ed un solo genere in Nuova Zelanda) è tale da far ritenere che il taxon avesse una distribuzione gondwaniana precedentemente alla frammentazione del supercontinente nel tardo Cretacico, circa 80 milioni di anni fa.
L'habitat è rappresentato da boschi e foreste a latifoglie.

## Tassonomia

### Sinonimi
È noto un solo sinonimo:
- Ridiaschinidae Brèthes, 1916 (incl.) - An. Soc. cient. argent. 82: 139[1] - Genere tipo: Ridiaschina Brèthes, 1916 - An. Soc. cient. argent. 82: 140[1]

### Generi
La famiglia comprende 5 generi, per un totale di 15 specie.
- Cecidoses Curtis, 1835 - Pr. Zool. Soc. Lond. 3: 19 (genere tipo) - 3 specie in America Meridionale[23]
- Dicranoses Kieffer & Jörgensen, 1910 - Zentbl. Bakt. ParasitKde (Abt. 2) 27: 385. - 1 specie in America Meridionale[24]
- Ridiaschina Brèthes, 1916 - An. Soc. cient. argent. 82: 140 - 1 specie in America Meridionale[1]
- Scyrotis Meyrick, 1909 - Ann. S. Afr. Mus. 5: 377 - 9 specie in Africa Meridionale[25]
- Xanadoses Hoare & Dugdale, 2003 - Inv. syst. 17: 47-57 - 1 specie in Nuova Zelanda[19]

## Conservazione
Nessuna specie appartenente a questa famiglia è stata inserita nella Lista rossa IUCN